# Carl Ferdinand Allen
 For alternative betydninger, se Carl Allen (flertydig). (Se også artikler, som begynder med Carl Allen)
Carl Ferdinand Allen (født 23. april 1811 i København, død 27. december 1871 på Frederiksberg) var en dansk historiker og professor, dog uddannet cand.theol.
Allens navn som historiker blev allerede slået fast i 1840 med Haandbog i Fædrelandets Historie, der siden er kommet i mange oplag. 18. maj 1851 blev han ansat i et midlertidigt docentur i historie og 17. august 1862 professor Rostgardianus, en stilling han beholdt til sin død.